# Чибса, Юссиф Раман
Юссиф Раман Чибса (англ. Raman Chibsah, 10 марта 1993, Аккра, Гана) — ганский футболист, полузащитник клуба «Бохум». Выступал в национальной сборной Ганы.

## Клубная карьера
Родился 10 марта 1993 года в городе Аккра. Воспитанник юношеских команд футбольных клубов «Сассуоло», «Ювентус» и «Бечем Юнайтед».
Во взрослом футболе дебютировал в 2012 году выступлениями за команду клуба «Парма», однако не провёл в её составе ни одной игры чемпионата. В том же году стал игроком «Сассуоло».

## Выступления за сборную
В 2013 году дебютировал в официальных матчах в составе национальной сборной Ганы.

## Технические характеристики
Реджиста, который при необходимости, также может играть в середине поля. Игрок имеет большие физические данные, такие как сила и взрывоопасность, а также имеет хорошую технику и хорошее видение игры.